# Derby de Shizuoka
La rivalité entre le Shimizu S-Pulse et le Júbilo Iwata, appelée également derby de Shizuoka (静岡ダービー), oppose les deux principaux clubs de la préfecture de Shizuoka, une des préfectures les plus peuplées du Japon et reconnue comme la terre du football japonais. Ce derby est l'une des plus anciennes affiches du championnat professionnel japonais.
Les tensions entre les deux équipes ont pour source le fait que les fans du Júbilo n'ont pas supporté l'admission de Shimizu dans la première division professionnelle en 1993 alors que ce dernier venait juste d'être créé et avait « moins de légitimité » que le Yamaha FC, nom du Júbilo à l'époque. Le derby est également l'occasion de revendiquer la suprématie dans la préfecture de Shizuoka,.
La rivalité gagne en intensité lors de la J.League 1999, quand les deux clubs s'affrontent en finale aller-retour du championnat. Júbilo, vainqueur de la phase aller du championnat, s'impose contre Shimizu, vainqueur de la phase retour, après une séance de tirs au but,.

## Navigation